# Naoki Maeda (giocatore di football americano)
Naoki Maeda (前田直輝?, Maeda Naoki; 25 ottobre 1985) è un giocatore di football americano giapponese, che gioca come wide receiver per i Tainai Deers.